# Mimomenyllus
Mimomenyllus – rodzaj chrząszczy z rodziny kózkowatych i podrodziny zgrzypikowych. 

## Zasięg występowania
Przedstawiciele tego rodzaju występują na Nowej Gwinei oraz Wyspach Aru.

## Systematyka
Do Mimomenyllus należą 2 podrodzaje i 2 gatunki:
- Podrodzaj: Mimomenyllus Breuning, 1973
  - Mimomenyllus aruensis
- Podrodzaj: Papuanomenyllus Breuning, 1978
  - Mimomenyllus ochreithorax